# Bundestagswahlkreis Kreuznach
Der Bundestagswahlkreis Kreuznach (Wahlkreis 200; bis zur Bundestagswahl 2021 Wahlkreis 201) ist ein Wahlkreis in Rheinland-Pfalz. Er umfasst die Landkreise Bad Kreuznach und Birkenfeld.

## Wahlkreisgeschichte
| Wahl      | Wahlkreisname | Gebiet                                        |
| --------- | ------------- | --------------------------------------------- |
| 1949      | 5 Kreuznach   | Landkreis Bad Kreuznach, Landkreis Birkenfeld |
| 1953–1976 | 152 Kreuznach | Landkreis Bad Kreuznach, Landkreis Birkenfeld |
| 1980–1998 | 150 Kreuznach | Landkreis Bad Kreuznach, Landkreis Birkenfeld |
| 2002      | 204 Kreuznach | Landkreis Bad Kreuznach, Landkreis Birkenfeld |
| 2005      | 203 Kreuznach | Landkreis Bad Kreuznach, Landkreis Birkenfeld |
| 2009–2013 | 202 Kreuznach | Landkreis Bad Kreuznach, Landkreis Birkenfeld |
| 2017–2021 | 201 Kreuznach | Landkreis Bad Kreuznach, Landkreis Birkenfeld |
| 2025–     | 200 Kreuznach | Landkreis Bad Kreuznach, Landkreis Birkenfeld |

## Wahlkreisabgeordnete
| Wahl | Abgeordneter | Abgeordneter        | Partei | Stimmen in % |
| ---- | ------------ | ------------------- | ------ | ------------ |
| 1949 |              | Hugo Mayer          | CDU    |              |
| 1953 |              | Hugo Mayer          | CDU    |              |
| 1957 |              | Wilhelm Dröscher    | SPD    |              |
| 1961 |              | Wilhelm Dröscher    | SPD    |              |
| 1965 |              | Wilhelm Dröscher    | SPD    |              |
| 1969 |              | Wilhelm Dröscher    | SPD    |              |
| 1972 |              | Conrad Ahlers       | SPD    |              |
| 1976 |              | Conrad Ahlers       | SPD    |              |
| 1980 |              | Günther Leonhart    | SPD    |              |
| 1983 |              | Günther Leonhart    | SPD    |              |
| 1987 |              | Günther Leonhart    | SPD    |              |
| 1990 |              | Fritz Rudolf Körper | SPD    | 45,2         |
| 1994 | 44,8         | Fritz Rudolf Körper | SPD    |              |
| 1998 | 47,0         | Fritz Rudolf Körper | SPD    |              |
| 2002 | 47,1         | Fritz Rudolf Körper | SPD    |              |
| 2005 |              | Julia Klöckner      | CDU    | 43,0         |
| 2009 | 47,0         | Julia Klöckner      | CDU    |              |
| 2013 |              | Antje Lezius        | CDU    | 41,4         |
| 2017 | 37,0         | Antje Lezius        | CDU    |              |
| 2021 |              | Joe Weingarten      | SPD    | 33,0         |
| 2025 |              | Julia Klöckner      | CDU    | 32,3         |

## Wahlergebnisse

### Bundestagswahl 2025
| Kandidaten                                             | Kandidaten                   | Parteien/Listen       | Erststimmen | Erststimmen | Zweitstimmen | Zweitstimmen |
| Kandidaten                                             | Kandidaten                   | Parteien/Listen       | Stimmen     | %           | Stimmen      | %            |
| ------------------------------------------------------ | ---------------------------- | --------------------- | ----------- | ----------- | ------------ | ------------ |
|                                                        | Joe Weingarten               | SPD                   | 38.082      | 26,3        | 29.492       | 20,3         |
|                                                        | Julia Klöcknergewählt im WK  | CDU                   | 46.768      | 32,3        | 44.076       | 30,3         |
|                                                        | Regine Kircher-Zumbrink      | Bündnis 90/Die Grünen | 7.765       | 5,4         | 11.570       | 8,0          |
|                                                        | Patrick Bruns                | FDP                   | 4.714       | 3,3         | 6.425        | 4,4          |
|                                                        | Nicole Höchst                | AfD                   | 30.688      | 21,2        | 32.452       | 22,3         |
|                                                        | Jürgen Locher                | Die Linke             | 6.352       | 4,4         | 8.584        | 5,9          |
|                                                        | Christian Alexander Schöpfer | Freie Wähler          | 4.404       | 3,0         | 2.712        | 1,9          |
|                                                        | –                            | Tierschutzpartei      | –           | –           | 1.816        | 1,2          |
|                                                        | –                            | Die PARTEI            | –           | –           | 621          | 0,4          |
|                                                        | Kerstin Mikolajewski         | Volt                  | 1.441       | 1,0         | 999          | 0,7          |
|                                                        | –                            | ÖDP                   | –           | –           | 202          | 0,1          |
|                                                        | –                            | MLPD                  | –           | –           | 33           | 0,0          |
|                                                        | –                            | Bündnis Deutschland   | –           | –           | 181          | 0,1          |
|                                                        | Bianca Daniela Steimle       | BSW                   | 4.722       | 3,3         | 6.291        | 4,3          |
| Gesamt                                                 | Gesamt                       | Gesamt                | 144.936     | 100         | 145.454      | 100          |
|                                                        |                              |                       |             |             |              |              |
| Ungültige Stimmen                                      | Ungültige Stimmen            | Ungültige Stimmen     | 1.506       | 1,0         | 988          | 0,7          |
| Wähler                                                 | Wähler                       | Wähler                | 146.442     | 81,6        | 146.442      | 81,6         |
| Wahlberechtigte                                        | Wahlberechtigte              | Wahlberechtigte       | 179.523     |             | 179.523      |              |
|                                                        |                              |                       |             |             |              |              |
| Quellen: Die Bundeswahlleiterin, Kandidaten – Ergebnis |                              |                       |             |             |              |              |

### Bundestagswahl 2021
Die Bundestagswahl 2021 fand am Sonntag, dem 26. September 2021, statt.
| Direktkandidat         | Partei           | Erststimmen in % | Zweitstimmen in % |
| ---------------------- | ---------------- | ---------------- | ----------------- |
| Julia Klöckner         | CDU              | 29,1             | 24,5              |
| Joe Weingarten         | SPD              | 33,0             | 32,4              |
| Nicole Höchst          | AfD              | 9,5              | 9,9               |
| Marvin Griesbach       | FDP              | 7,2              | 11,5              |
| Christoph Benze        | GRÜNE            | 7,3              | 9,4               |
| Bianca Daniela Steimle | DIE LINKE        | 3,2              | 3,3               |
| Rouven Hebel           | FREIE WÄHLER     | 5,6              | 3,4               |
| Fabian Krug            | Die PARTEI       | 1,3              | 0,9               |
| –                      | PIRATEN          | –                | 0,4               |
| Eva Eisenhardt-Borsche | ÖDP              | 1,3              | 0,4               |
| –                      | NPD              | –                | 0,1               |
| –                      | V-Partei³        | –                | 0,1               |
| –                      | MLPD             | –                | 0,0               |
| Stefan Viehl           | dieBasis         | 1,5              | 1,4               |
| –                      | DiB              | –                | 0,1               |
| Stephan Otto Schlitz   | LKR              | 0,2              | 0,1               |
| –                      | Die Humanisten   | –                | 0,1               |
| –                      | Tierschutzpartei | –                | 1,5               |
| –                      | Team Todenhöfer  | –                | 0,2               |
| Ron-David Röder        | Volt             | 0,6              | 0,4               |
| Doris Vollmer          | Klimaliste RLP   | 0,3              | –                 |

### Bundestagswahl 2017
Bei der Bundestagswahl 2017 am Sonntag, dem 24. September 2017, gewann Antje Lezius mit 37,0 Prozent der Erststimmen das Direktmandat. Es waren 185.172 Einwohner wahlberechtigt und die Wahlbeteiligung lag bei 75,6 Prozent.
| Direktkandidat    | Partei                | Erststimmen in % | Zweitstimmen in % |
| ----------------- | --------------------- | ---------------- | ----------------- |
| Antje Lezius      | CDU                   | 37,0             | 34,1              |
| Joe Weingarten    | SPD                   | 31,5             | 27,4              |
| Christiane Wayand | Bündnis 90/Die Grünen | 4,9              | 6,2               |
| Lothar Ackermann  | FDP                   | 6,8              | 9,9               |
| Manuela Holz      | Die Linke             | 5,5              | 6,9               |
| Nicole Höchst     | AfD                   | 10,8             | 11,7              |
| –                 | Piratenpartei         | –                | 0,4               |
| Herbert Drumm     | Freie Wähler          | 2,6              | 1,4               |
| –                 | NPD                   | –                | 0,3               |
| Leander Hahn      | ÖDP                   | 0,9              | 0,4               |
| –                 | MLPD                  | –                | 0,0               |
| –                 | BGE                   | –                | 0,2               |
| –                 | Die PARTEI            | –                | 1,0               |
| –                 | V-Partei³             | –                | 0,2               |

### Bundestagswahl 2013
Die Bundestagswahl 2013 fand am Sonntag, dem 22. September 2013, statt.
Es traten 14 Parteien in Rheinland-Pfalz landesweit gegeneinander an. Dies entschied der Landeswahlausschuss in einer öffentlichen Sitzung am 26. Juli 2013 in Mainz. Damit erhielten alle Parteien eine Zulassung, die fristgerecht bis zum 15. Juli ihre Landeslisten und weitere Unterlagen eingereicht hatten.
Die Reihenfolge der zugelassenen Landeslisten auf dem Stimmzettel richtet sich zunächst nach der Zahl der Zweitstimmen, die die jeweilige Partei bei der letzten Bundestagswahl im Land erreicht hat (Listenplätze 1 – 10):
CDU, SPD, FDP, GRÜNE, Die Linke, PIRATEN, NPD, REP, ÖDP und MLPD. Neu kandidierende Listen schließen sich in alphabetischer Reihenfolge ihres Namens an (Listenplätze 11 – 14): Alternative für Deutschland (AfD), Bürgerbewegung pro Deutschland (pro Deutschland), Freie Wähler und die Partei der Vernunft.
| Direktkandidat         | Partei                         | Erststimmen in % | Zweitstimmen in % |
| ---------------------- | ------------------------------ | ---------------- | ----------------- |
| Antje Lezius           | CDU                            | 41,4             | 41,1              |
| Fritz Rudolf Körper    | SPD                            | 37,6             | 31,4              |
| Klaus-Jürgen Friedrich | FDP                            | 2,9              | 5,6               |
| Stefan Boxler          | Bündnis 90/Die Grünen          | 4,4              | 6,3               |
| Wolfgang Kleudgen      | Die Linke                      | 5,2              | 5,8               |
| Claudia Frick          | Piratenpartei                  | 2,3              | 1,8               |
| Markus Walter          | NPD                            | 1,4              | 1,1               |
| —                      | Die Republikaner               | —                | 0,2               |
| —                      | ÖDP                            | —                | 0,2               |
| —                      | MLPD                           | —                | 0,0               |
| —                      | AfD                            | —                | 4,7               |
| —                      | Bürgerbewegung pro Deutschland | —                | 0,2               |
| Bernhard Alscher       | Freie Wähler                   | 4,0              | 1,3               |
| —                      | Partei der Vernunft            | —                | 0,2               |
| Franz Jansen           | Friedenskämpfer                | 0,7              | —                 |

### Bundestagswahl 2009
Bei der Bundestagswahl 2009 waren 190.569 Einwohner wahlberechtigt, die Wahlbeteiligung lag bei 69,9 Prozent. Die 2009 direkt gewählte Abgeordnete Julia Klöckner legte ihr Bundestagsmandat 2011 nieder, um Abgeordnete des rheinland-pfälzischen Landtags zu werden. Da die CDU bei der Bundestagswahl 2009 in Rheinland-Pfalz zwei Überhangmandate erhielt, wurde das Mandat nicht nachbesetzt.
| Direktkandidat                            | Partei                | Erststimmen in % | Zweitstimmen in % | Bundestagswahl 2005 Zweitstimmen in % |
| ----------------------------------------- | --------------------- | ---------------- | ----------------- | ------------------------------------- |
| Julia Klöckner (Mandatsniederlegung 2011) | CDU                   | 47,0             | 33,1              | 33,6                                  |
| Fritz Rudolf Körper                       | SPD                   | 28,7             | 26,8              | 38,5                                  |
| Walter Jung                               | FDP                   | 6,7              | 16,2              | 11,8                                  |
| Stephanie Otto                            | Bündnis 90/Die Grünen | 6,7              | 8,5               | 6,5                                   |
| Tanja Krauth                              | Die Linke             | 8,9              | 10,9              | 6,0                                   |
| -                                         | REP                   | -                | 0,4               | 0,6                                   |
| Holger Deubel                             | NPD                   | 1,4              | 1,2               | 1,5                                   |
| -                                         | PBC                   | -                | 0,2               | 0,3                                   |
| -                                         | FAMILIE               | -                | 0,9               | 1,0                                   |
| -                                         | MLPD                  | -                | 0,0               | 0,1                                   |
| -                                         | PIRATEN               | -                | 1,6               | -                                     |
| -                                         | ödp                   | -                | 0,2               | -                                     |
| Franz Jansen                              | unabhängig            | 0,6              | -                 | -                                     |

Fritz Rudolf Körper (SPD) ist über die Landesliste in den Bundestag eingezogen. Der Sitz von Julia Klöckner wurde nach ihrer Mandatsniederlegung nicht neu vergeben, da es sich um ein Überhangmandat handelte.